# Club Balonmano Ciudad de Algeciras
El BM Ciudad de Algeciras es un club de balonmano de la ciudad de Algeciras (Cádiz), España. Actualmente, su primer equipo milita en la  Primera Nacional.

## Historia
Tras la desaparición de su antecesor, el Algeciras BM, por problemas económicos, nace el BM Ciudad de Algeciras, que pretende tomar el relevo del club algecireño que hizo historia, con el aval de los canteranos del Algeciras BM y con la ilusión de retomar el vuelo hacia metas más altas. 
Tras sus inicios participando en la Segunda División Nacional, con la modificación de las estructuras de las competiciones de la RFEBM, el primer equipo ascendió a la Primera División Nacional en la 2013-2014, descendiendo a la Segunda División Nacional a la temporada siguiente.Vuelve a la Primera División Nacional en la temporada 2017-2018,continuando actualmente en ella.
Tras sus años de andadura, el club cobra importancia a nivel autonómico y nacional, con numerosas participaciones en Campeonatos de Andalucía y de España, colándose en sus fases finales en más de una vez.
Gran cantidad de los jugadores del club han participado en numerosas ocasiones con la selección autonómica, y siete jugadores han tenido el honor de representar a Algeciras con la indumentaria nacional.